# Sonja Norveška
Sonja Norveška (rojena Sonja Haraldsen), kraljica Norveške, * 4. julij 1937.

## Pred poroko
Sonja se je rodila v Oslu 4. julija 1937 kot hčerka trgovca z oblačili Karla Augusta Haraldsena (1889–1959) in Dagny Ulrichsen (1898–1994).
Odrasla je v Tuengen Allé 1Bv okrožju Vinderen v Oslu in je končala svojo spodnjo sekundarno izobraževanje leta 1954. Prejela je diplomo v šiviljstvu in krojenju na poklicni šoli v Oslo in diplomo na obrtniški šoli École Professionnelle des Jeunes Filles v Lausanneu v Švici. Tam je študirala računovodstvo, modno oblikovanje in socialno znanost. Na Norveško se je vrnila za nadaljnji študij in je prejela dodiplomski naziv (francoščina, angleščina in umetnostna zgodovina) na Univerzi v Oslu.

## Kot prestolonaslednica
Sonja se je s takratnim prestolonaslednikom Haraldom zaročila marca 1968. Hodila sta že devet let, vendar je bilo njuno razmerje skrivno zaradi njenega ne-kraljevskega statusa. Prestolonaslednik je očetu kralju Olafu V. izjasnil, da bo ostal neporočen do konca življenja, razen če bi se lahko poročil z njo. To bi dejansko odpravilo vladavino njegove družine in verjetnost ostanka monarhije na Norveškem, saj je bil Harald edini dedič prestola. Ker je bil soočen z izbiro enega od njegovih sorodnikov iz danske kraljeve družine ali od vojvod Schleswig-Holsteina ali celo velikih vojvod Oldenburga za svojega novega dediča namesto svojega sina, se je Olaf V. posvetoval z vlado za nasvet in kot rezultat se je bil par poročil 29. avgusta 1968 v katedrali v Oslu. Ona je tako pridobila slog kraljevske visokosti in naziv prestolonaslednica Norveške.
Kmalu po poroki je nova prestolonaslednica začela opravljati kraljevske dolžnosti, potovala je obširno na Norveškem in v tujini. Leta 1972 je bila sodelovala v ustanovitvi sklada princese Märthe Louise, ki zagotavlja pomoč invalidnim otrokom na Norveškem. Prevzela je aktivno vlogo pri obsežnih pobudah za zbiranje sredstev za mednarodne begunce in nekaj časa je v 1970-ih preživela na vietnamski begunski ladji v Maleziji.
Od leta 1987 do 1990 je prestolonaslednica Sonja služila kot podpredsednica norveškega Rdečega križa. Bila je odgovorna za mednarodne dejavnosti organizacije. Leta 1989 je sodelovala pri delegaciji Rdečega križa v Bocvani in Zimbabveju.

### Mednarodno glasbeno tekmovanje Kraljica Sonja
Tedanja prestolonaslednica Sonja je leta 1988 ustanovila Mednarodno glasbeno tekmovanje kraljice Sonje. Tekmovanje je bilo prvotno za pianiste, toda leta 1995 je tekmovanje postalo samo za pevce. Žirija je sestavljena iz različnih uglednih osebnosti v operi in zmagovalci prejmejo denarni znesek in prestižne posle v norveških glasbenih ustanovah.

## Kot kraljica
Po smrti kralja Olafa V. 17. januarja 1991 je Sonja postala prva kraljica Norveške v 53. letih. Kraljica Sonja je kralja Haralda V. spremljala 21. januarja 1991, ko je prisegel zaprisego, da bo podpiral ustavo v parlamentu. To je bilo prvič v 69. letih, ko je bila na seji parlamenta prisotna norveška kraljica. Kraljica Sonja je spremljala kralja na uradni otvoritvi jesenskega zasedanja parlamenta in v od njegovega pristopa na prestol je bila prisotna branju govora iz njegovega prestola.
V skladu z njunima željama sta bila kralj in kraljica posvečena 23. junija 1991 v Nidaroški katedrali v Trondheimu. Po posvetitvi sta kralj in kraljica izvedla desetdnevno turnejo po južni Norveški. Leta 1992 je celotna kraljevska družina izvedla dvaindvajsetdnevno turnejo po najbolj severnih štirih okrožjih Norveške.
Kraljica spremlja kralja na uradnih državniških obiskih v tujini. Ko tuji voditelji držav uradno obiščejo Norveško, ona deluje kot hostesa.
Leta 2005 je kraljica Sonja postala prva kraljica, ki je kdaj obiskala Antarktiko. Kraljica je tam odprla norveško raziskovalno postajo Troll v antarktični neodvisni državi, Zemlji kraljice Maud.
Sonja je s Haraldom leta 2011 obiskala Slovenijo, kjer ju je sprejel takratni predsednik Danilo Türk skupaj s svojo ženo Barbaro Türk.
Kraljica je imenovana za kontraadmirala v kraljevi norveški mornarici in brigadirja v norveški vojski. Prestala je osnovno usposabljanje za častnika in je sodelovala na vajah.

### Šolska nagrada kraljice Sonje
Šolska nagrada kraljice Sonje je bila ustanovljena leta 2006 in so podeljuje šolam, ki so "izkazale odličnost pri svojih prizadevanjih za spodbujanje vključenosti in enakosti".

## Umetnost
Kraljica je dolgoletna navdušena fotografinja in jo zanima umetnost. Je tiskarka in je imela razstave z umetnikoma Kjellom Nupenom in Ørnulfom Opdahlom leta 2011 in 2013.
Nordijska nagrada za umetnost kraljice Sonje je bila ustanovljena leta 2011 s Tiino Kivinen iz Finske, ki je bila prva prejemnica leta 2012. Nagrada bo podeljena vsako drugo leto.

## Potomci
- Njena visokost princesa Märtha Louise, rojena 22. septembra 1971. 24. maja 2002 se je poročila z Arijem Behnijem. Skupaj imata tri hčerke:
  - Maud Angelica Behn, rojena 29. aprila 2003
  - Leah Isadora Behn, rojena 8. aprila 2005
  - Emma Tallulah Behn, rojena 29. septembra 2008
- Njegova kraljeva visokost Haakon Magnus, norveški prestolonaslednik, rojen 20. julija 1973. 25. avgusta 2001 se je poročil z Mette-Marit Tjessem Høiby, ki ima iz prejšnjega razmerja sina Mariusa Borga Høibyja (roj. 13. januar 1997). Haakon in Mette-Marit imata 2 otroka:
  - Njena kraljeva visokost princesa Ingrid Alexandra, rojena 21. januarja 2004, bodoča norveška prestolonaslednica
  - Njegova visokost princ Sverre Magnus, rojen 3. decembra 2005